# Sport Benfica e Castelo Branco
O Sport Benfica e Castelo Branco, é um clube português localizado na cidade de Castelo Branco. O clube foi fundado em 1924 e a sua principal atividade desportiva é o futebol.
Atualmente disputa o Campeonato de Portugal, mas já marcou presença na Liga de Honra tendo estado muito perto de subir ao escalão máximo do futebol português. Já venceu a extinta III.ª Divisão Nacional por 4 vezes detendo o recorde de vitórias da história da competição.

## História
Em 24 de Março de 1924, a cidade de Castelo Branco viria a ser palco da criação de uma equipa de futebol, a sétima filial do Sport Lisboa e Benfica, com a designação “Onze Vermelho Albicastrense”, numa altura em que o futebol começava a dar os primeiros passos no distrito. Nesta época, esta equipa era constituída maioritariamente por jovens da cidade, com apenas uma grande paixão por este desporto e uma vontade enorme de defender as cores da cidade. Mais tarde, por volta de 1934-1936 este clube uniu-se a mais alguns das cidades vizinhas para criar os alicerces da Associação de Futebol de Castelo Branco sendo que esta viria a ser fundada mais precisamente em 22 de Março de 1936.
Nos finais de 1936, com a realização do primeiro Campeonato Distrital de Futebol de Castelo Branco a equipa surge com um novo nome, “Sport Lisboa e Castelo Branco”, o qual viria a participar nas primeiras 12 edições do Distrital. Após diversos anos a lutar, a ilustre equipa de Castelo Branco aparece na época de 1947/48 entre as equipas da 2ª Divisão ainda com mesmo nome. A equipa aparece 2 épocas mais tarde em 1949/50 na 3ª Divisão com um novo nome, “Associação Desportiva de Castelo Branco”.
Em 1952/53 adopta o nome que até hoje subsiste, “Sport Benfica e Castelo Branco”. Em 1959/60, o Benfica e Castelo Branco conseguiu atingir um dos pontos mais altos da sua história, quando se sagrou campeão nacional da 3ª Divisão pela primeira vez. A final disputou-se em Leiria com o Sacavenense, tendo o Benfica ganho por 2-1.
O Benfica e Castelo Branco teve mais momentos marcantes, sendo um deles a presença na Segunda Divisão de Honra de 1990 a 1993. O seu melhor registo nesta altura, foi na época 1990/91 quando se classificou em quinto lugar. A partir daí o clube conquistou diversos prémios entre os quais se destacam os títulos de Campeões Nacionais da 3ª Divisão Série D em 2000/01, 2003/04 e 2011/12.
Presentemente, o clube compete no Campeonato de Portugal, onde tem sido um dos principais clubes a lutar pela subida, tendo obtido bons resultados nas últimas temporadas.

## Histórico de Competições
|                               | Nº Presenças | Títulos |
| ----------------------------- | ------------ | ------- |
| Temporadas na 1ª              | 0            | 0       |
| Temporadas na 2ª              | 3            | 0       |
| Temporadas na Liga 3          | 0            | 0       |
| Temporadas no CP              | 12           | 0       |
| Temporadas na IIª B (extinta) | 30           | 0       |
| Temporadas na IIIª (extinta)  | 28           | 4       |
| Taça de Portugal              | 50           | 0       |

(inclui época 2024/2025)

## Classificações
| Época | Nível | Classificação | Pts    | J  | V  | E  | D  | GM | GS | +/- | TP         |
| 2024 - 2025 | 4     | 9             | 34 pts | 26 | 8  | 10 | 8  | 23 | 21 | +2  | 1ª Elim.   |
| 2023 - 2024 | 4     | 6             | 37 pts | 26 | 10 | 7  | 9  | 34 | 29 | +5  | 2ª Elim.   |
| 2022 - 2023 | 4     | 5             | 40 pts | 25 | 10 | 10 | 5  | 33 | 27 | +6  | 2ª Elim.   |
| 2021 - 2022 | 4     | 8             | 19 pts | 18 | 4  | 7  | 7  | 13 | 19 | -6  | 3ª Elim.   |
| 2020 - 2021 | 3     | 3             | 35 pts | 21 | 9  | 8  | 4  | 24 | 14 | +10 | 1ª Elim.   |
| 2019 - 2020 | 3     | 2             | 42 pts | 35 | 12 | 6  | 7  | 35 | 21 | +14 | 3ª Elim.   |
| 2018 - 2019 | 3     | 4             | 62 pts | 34 | 17 | 11 | 6  | 45 | 23 | +22 | 1ª Elim.   |
| 2017 - 2018 | 3     | 3             | 59 pts | 30 | 17 | 18 | 5  | 48 | 23 | +25 | 2ª Elim.   |
| 2016 - 2017 | 3     | 5             | 32 pts | 18 | 9  | 5  | 4  | 37 | 16 | +21 | 4ª Elim.   |
| 2015 - 2016 | 3     | 3             | 22 pts | 14 | 5  | 7  | 2  | 19 | 10 | +9  | 4ª Elim.   |
| 2014 - 2015 | 3     | 4             | 22 pts | 14 | 6  | 4  | 4  | 14 | 14 | 0   | 3ª Elim.   |
| 2013 - 2014 | 3     | 2             | 26 pts | 14 | 8  | 6  | 4  | 27 | 11 | +16 | 3ª Elim.   |
| 2012 - 2013 | 3     | 5             | 46 pts | 30 | 12 | 10 | 8  | 44 | 33 | +11 | 2ª Elim.   |
| 2011 - 2012 | 4     | 1             | 41 pts | 30 | 17 | 7  | 6  | 57 | 27 | +30 | 2ª Elim.   |
| 2010 - 2011 | 4     | 8             | 31 pts | 32 | 12 | 10 | 10 | 44 | 41 | +3  | 1ª Elim.   |
| 2009 - 2010 | 4     | 8             | 33 pts | 32 | 12 | 12 | 8  | 61 | 41 | +20 | 2ª Elim.   |
| 2008 - 2009 | 4     | 5             | 32 pts | 36 | 12 | 17 | 7  | 39 | 38 | +1  | 1ª Elim.   |
| 2007 - 2008 | 3     | 11            | 30 pts | 26 | 8  | 6  | 12 | 23 | 35 | -12 | 2ª Elim.   |
| 2006 - 2007 | 4     | 2             | 57 prs | 30 | 15 | 12 | 3  | 46 | 25 | +21 | 1ª Elim.   |
| 2005 - 2006 | 3     | 12            | 24 pts | 26 | 5  | 9  | 12 | 26 | 42 | -16 | 3ª Elim.   |
| 2004 - 2005 | 3     | 9             | 50 pts | 36 | 13 | 11 | 12 | 50 | 43 | +7  | 3ª Elim.   |
| 2003 - 2004 | 4     | 1             | 74 pts | 34 | 21 | 11 | 2  | 61 | 18 | +43 | 2ª Elim.   |
| 2002 - 2003 | 3     | 18            | 32 pts | 36 | 7  | 11 | 18 | 40 | 61 | -21 | 2ª Elim.   |
| 2001 - 2002 | 3     | 13            | 45 pts | 38 | 12 | 9  | 17 | 60 | 65 | -5  | 2ª Elim.   |
| 2000 - 2001 | 4     | 1             | 74 pts | 34 | 22 | 8  | 4  | 74 | 31 | +43 | 1ª Elim.   |
| 1999 - 2000 | 4     | 4             | 62 pts | 34 | 17 | 11 | 6  | 76 | 33 | +43 | 4ª Elim.   |
| 1998 - 1999 | 4     | 5             | 53 pts | 34 | 17 | 5  | 12 | 64 | 56 | +8  | 2ª Elim.   |
| 1997 - 1998 | 3     | 18            | 16 pts | 34 | 4  | 4  | 26 | 23 | 76 | -53 | 3ª Elim.   |
| 1996 - 1997 | 3     | 13            | 41 pts | 34 | 10 | 11 | 13 | 36 | 43 | -7  | 2ª Elim.   |
| 1995 - 1996 | 3     | 13            | 40 pts | 34 | 9  | 13 | 12 | 37 | 47 | -11 | 2ª Elim.   |
| 1994 - 1995 | 3     | 5             | 38 pts | 34 | 13 | 12 | 9  | 47 | 45 | +2  | 4ª Elim    |
| 1993 - 1994 | 3     | 6             | 36 pts | 34 | 11 | 14 | 9  | 34 | 34 | 0   | 2ª Elim.   |
| 1992 - 1993 | 2     | 18            | 21 pts | 34 | 7  | 7  | 20 | 27 | 58 | -31 | 4ª Elim.   |
| 1991 - 1992 | 2     | 15            | 24 pts | 34 | 6  | 12 | 16 | 28 | 51 | -23 | 1/32 final |
| 1990 - 1991 | 2     | 5             | 44 pts | 38 | 16 | 12 | 10 | 35 | 31 | +4  | 1/32 final |
| 1989 - 1990 | 2     | 7             | 35 pts | 34 | 13 | 9  | 12 | 36 | 42 | -6  | 1/32 final |
| 1988 - 1989 | 3     | 2             | 48 pts | 34 | 19 | 10 | 5  | 49 | 19 | +30 | 1/32 final |
| 1987 - 1988 | 3     | 5             | 48 pts | 38 | 20 | 8  | 10 | 59 | 33 | +26 | 2ª Elim.   |
| Pts - Pontos; J - Jogos; V - Vitórias; E - Empates; D - Derrotas; GM - Golos Marcados; GS - Golos Sofridos; +/- - Diferença de Golos; TP - Taça de Portugal |       |               |        |    |    |    |    |    |    |     |            |

     Promoção à divisão superior
     Despromoção à divisão inferiror
- Legenda das cores dos níveis competitivos do futebol português

     1º nível (1ª Divisão / 1ª Liga)
     2º nível (até 1989/90 como 2ª Divisão Nacional, desde 1990/91 como 2ª Liga)
     3º nível (até 1989/90 como 3ª Divisão Nacional, de 1990/91 a 2012/13 como 2ª Divisão B, de 2013/14 a 2020/21 como Campeonato de Portugal e desde 2021/22 como Liga 3)
     4º nível (entre 1989/90 e 2012/2013 como 3ª Divisão, entre 1947/48 e 1989/90 e entre 2013/14 e 2020/21 como 1ª Divisão Distrital e desde 2021/22 como Campeonato de Portugal)
     5º nível (entre 1989/90 e 2012/2013 como 1ª Divisão Distrital, entre 1947/48 e 1989/90 e entre 2013/14 e 2020/21 como 2ª Divisão Distrital e desde 2021/22 como 1ª Divisão Distrital)

## Palmarés
- Campeonato Nacional da IIIª Divisão: 4 (1959/60, 2000/01, 2003/04; 2011/12);
- Campeonato Distrital de Futebol: 10 (1953/54; 1954/55; 1955/56; 1956/57, 1957/58. 1958/59; 1963/64 1968/69; 1973/74; 1975/76);
- Taça de Honra AFCB clubes provas nacionais: 10 (1979/80; 1980/81; 1982/83; 1992/93; 1996/97; 1999/00; 2000/01; 2015/16; 2016/17; 2017/18)

## Estádio
A equipa do Sport Benfica e Castelo Branco disputa os seus jogos em casa no Estádio Municipal Vale do Romeiro, que tem capacidade para 2 500  espectadores sentados.